# Generali Foundation
Die Generali Foundation ist ein gemeinnütziger Kunstverein, der von der Versicherungsgruppe Generali zur Förderung zeitgenössischer Kunst gegründet wurde. Die Sammlung wurde 2014 an das Museum der Moderne Salzburg als Dauerleihgabe übergeben.

## Geschichte
Nach der Gründung im Jahr 1988 wurde die Sammlung ursprünglich in einem kleinen Ausstellungsraum in der Wiener Innenstadt untergebracht. 1995 zog die Generali Foundation in für sie eigens geschaffenen Räumlichkeiten an der Wiedner Hauptstraße.
Der Ausstellungsbetrieb in Wien wurde 2014 eingestellt, die Sammlung wird seitdem aufgrund der größeren Sichtbarkeit im Museum der Moderne Salzburg präsentiert. Dessen Direktorin war von 2013 bis 2018 Sabine Breitwieser, die bereits von 1988 bis 2007 der Generali Foundation vorstand.